# NHKニュース解説
NHKニュース解説（エヌエイチケイにゅーすかいせつ）はNHK総合テレビジョンで1972年4月3日から1984年3月31日まで、1991年4月1日から10月4日まで放送されたニュース解説番組。
ニュースや社会事象について、その意味や背景を分析、解明し、論点をわかりやすく解説する、NHK解説委員のストレートトークが基本のフォーマット。
1954年『ニュースの焦点』に改題。1972年ふたたび『ニュース解説』となるなど番組名称は度々変わった。
1978年頃のオープニング音楽は冨田勲が手がけた。（CD「TOMITA ON NHK」に収録されている。）
1985年4月改編で、「きょうのスポーツとニュース」に統合。枠内で「きょうの焦点」（平日）として放送。土曜は「視点」に、日曜は「あすへの展望」となった。
1991年4月から再び『NHKニュース解説』として半年間放送。これは同時期終了したNHK教育テレビ「テレビコラム」の要素を受け継いだ内容だった。
1991年10月から「視点・論点」に変更。当初は総合テレビでの放送だったが、1994年4月からは教育テレビ（2011年4月より「Eテレ」）に放送チャンネルを移行（さらに2011年4月から総合テレビの早朝番組に復帰）。

## ラジオ時代
戦前のラジオ時代から「ニュース解説」の番組は放送されていたが、戦時中は中断。再開したのは、戦後1948年（なお、NHK年鑑には放送開始が1947年となっている。）。